# Lakin
Lakin és una població dels Estats Units a l'estat de Kansas. Segons el cens del 2000 tenia 2.316 habitants.

## Demografia
Segons el cens del 2000, Lakin tenia 2.316 habitants, 823 habitatges, i 604 famílies. La densitat de població era de 961,5 habitants/km².
Dels 823 habitatges en un 42,3% hi vivien nens de menys de 18 anys, en un 59,2% hi vivien parelles casades, en un 10,1% dones solteres, i en un 26,5% no eren unitats familiars. En el 24,1% dels habitatges hi vivien persones soles el 10,6% de les quals corresponia a persones de 65 anys o més que vivien soles. El nombre mitjà de persones vivint en cada habitatge era de 2,8 i el nombre mitjà de persones que vivien en cada família era de 3,32.
Per edats la població es repartia de la següent manera: un 34,2% tenia menys de 18 anys, un 8,9% entre 18 i 24, un 28,1% entre 25 i 44, un 18,3% de 45 a 60 i un 10,6% 65 anys o més.
L'edat mediana era de 32 anys. Per cada 100 dones de 18 o més anys hi havia 93,5 homes.
La renda mediana per habitatge era de 38.875 $ i la renda mediana per família de 44.688 $. Els homes tenien una renda mediana de 31.086 $ mentre que les dones 20.433 $. La renda per capita de la població era de 15.531 $. Entorn del 6,9% de les famílies i el 10,4% de la població estaven per davall del llindar de pobresa.

## Poblacions més properes
El següent diagrama mostra les poblacions més properes.